# Cylindrepomus
Cylindrepomus är ett släkte av skalbaggar. Cylindrepomus ingår i familjen långhorningar.

## Dottertaxa tillCylindrepomus, i alfabetisk ordning[1]
- Cylindrepomus albicornis
- Cylindrepomus albomaculatus
- Cylindrepomus albopictus
- Cylindrepomus albosignatus
- Cylindrepomus albovittatus
- Cylindrepomus astyochus
- Cylindrepomus atropos
- Cylindrepomus aureolineatus
- Cylindrepomus ballerioi
- Cylindrepomus bayanii
- Cylindrepomus biconjunctus
- Cylindrepomus bilineatus
- Cylindrepomus bivitticollis
- Cylindrepomus bivittipennis
- Cylindrepomus cicindeloides
- Cylindrepomus comis
- Cylindrepomus cyaneus
- Cylindrepomus elisabethae
- Cylindrepomus enganensis
- Cylindrepomus filiformis
- Cylindrepomus flavicollis
- Cylindrepomus flavipennis
- Cylindrepomus flavosignatus
- Cylindrepomus flavus
- Cylindrepomus grammicus
- Cylindrepomus javanicus
- Cylindrepomus laetus
- Cylindrepomus ledus
- Cylindrepomus malaccensis
- Cylindrepomus mantiformis
- Cylindrepomus mucronatus
- Cylindrepomus nigrofasciatus
- Cylindrepomus peregrinus
- Cylindrepomus rubriceps
- Cylindrepomus rufofemoratus
- Cylindrepomus sexlineatus
- Cylindrepomus spinosus
- Cylindrepomus tricoloripennis
- Cylindrepomus unguiculata
- Cylindrepomus uniformis
- Cylindrepomus viridipennis
- Cylindrepomus ysmaeli